# Рібніц-Дамгартен
Рібніц-Дамгартен (нім. Ribnitz-Damgarten) — місто в Німеччині, розташоване в землі Мекленбург-Передня Померанія. Входить до складу району Передня Померанія-Рюген. Центр об'єднання громад Рібніц-Дамгартен.
Площа — 122,20 км2. Населення становить 15 269 ос. (станом на 31 грудня 2020).

## Галерея

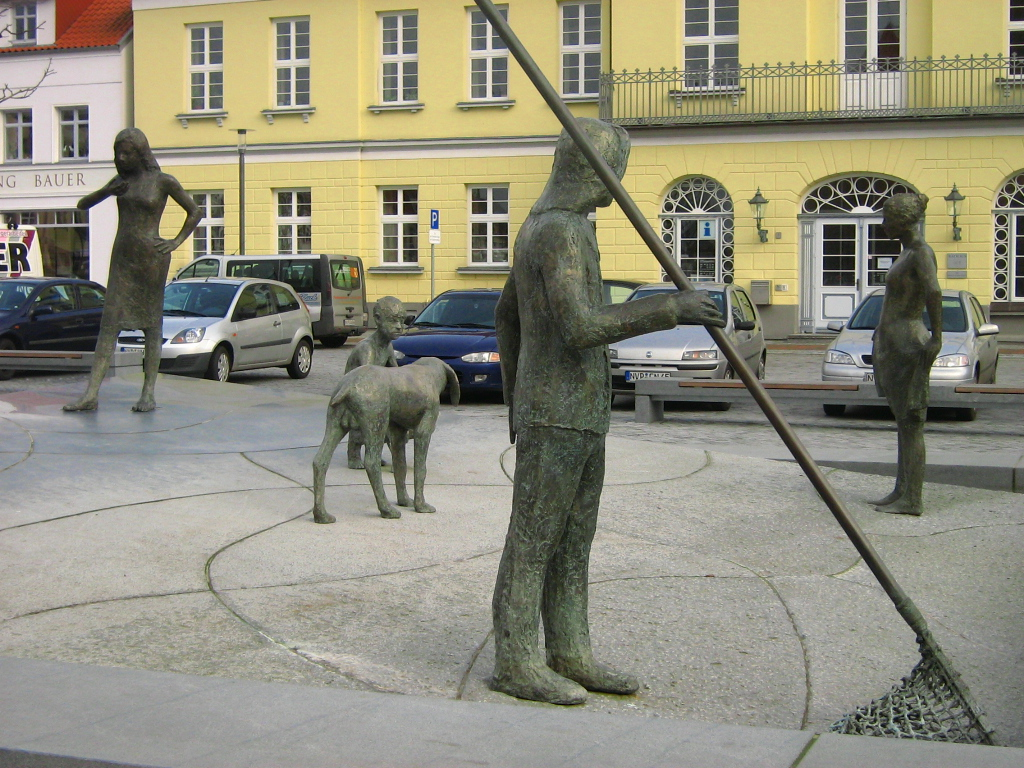
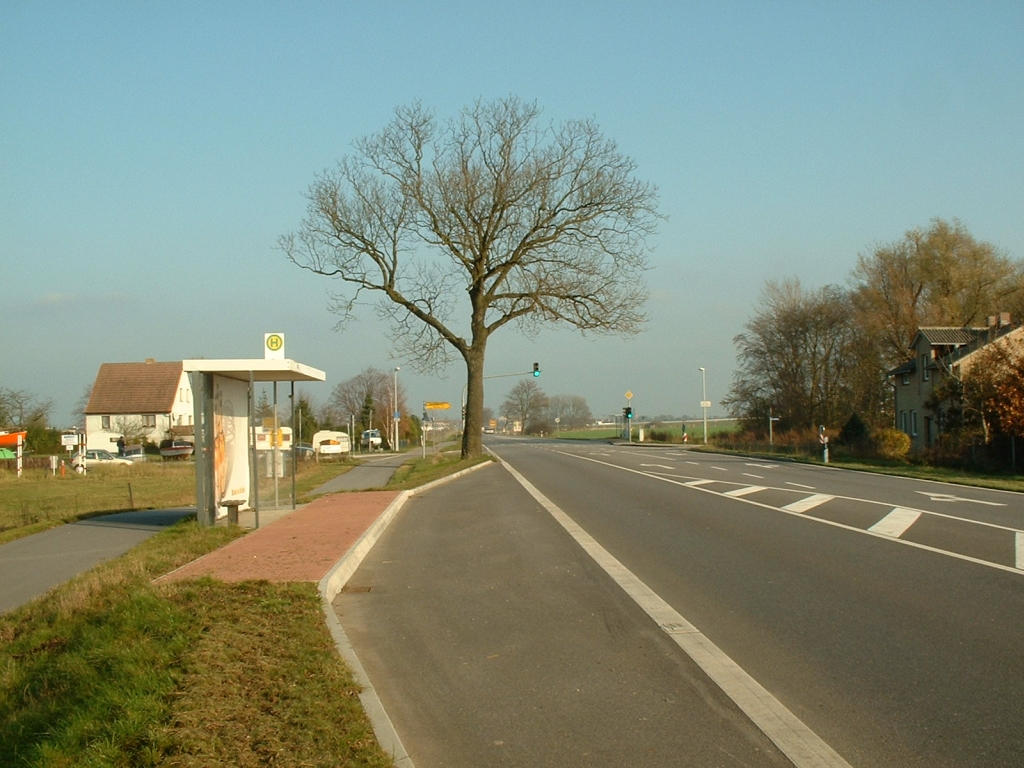
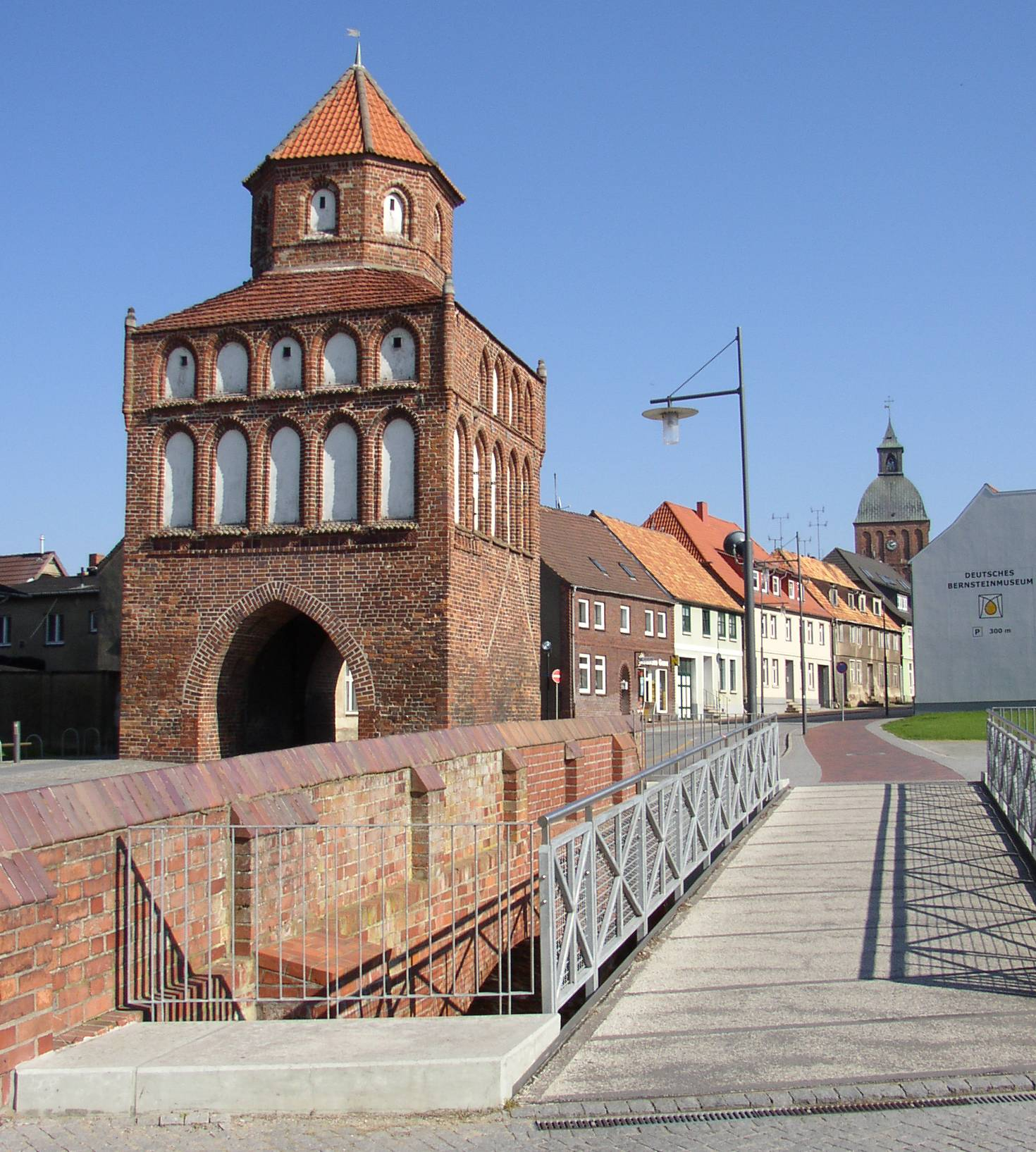
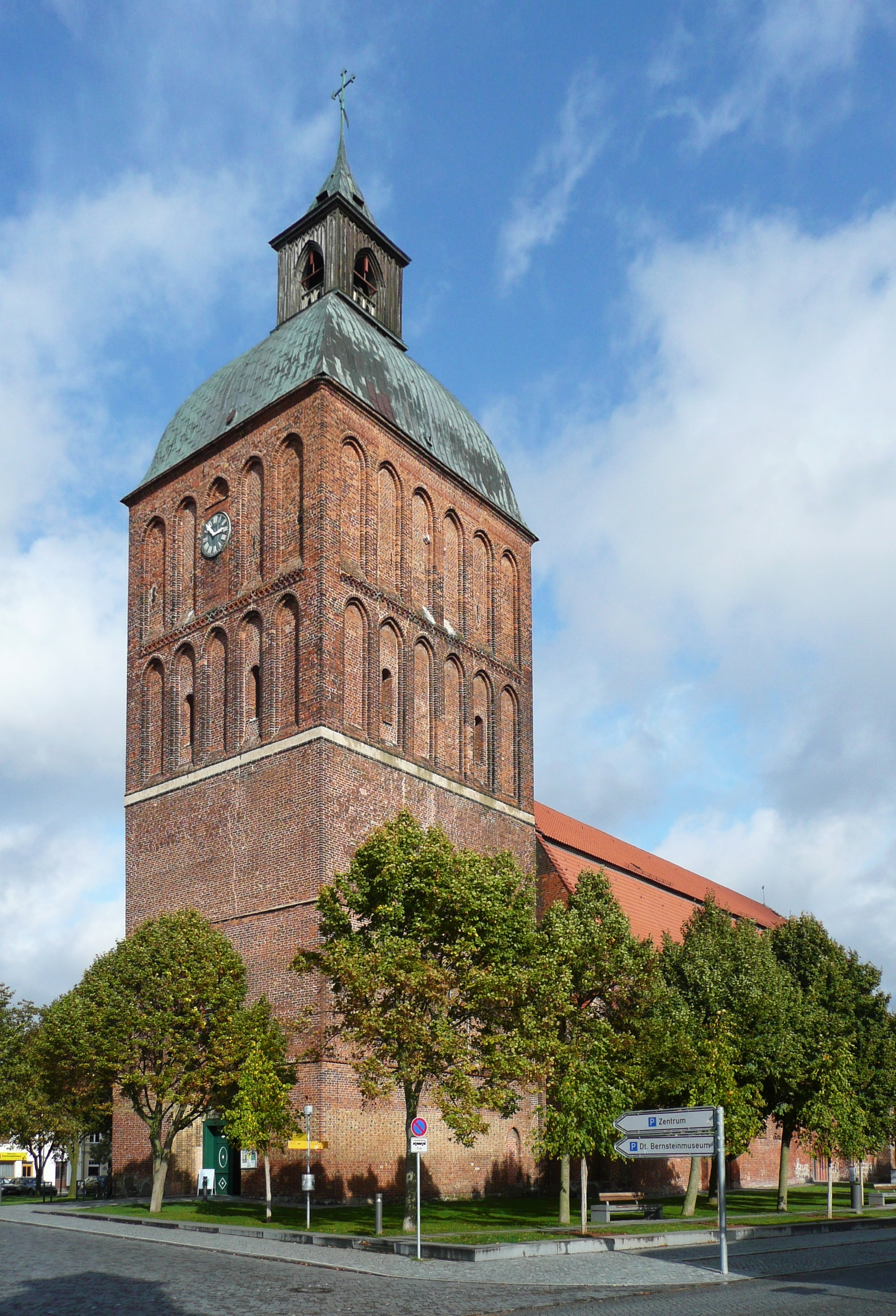
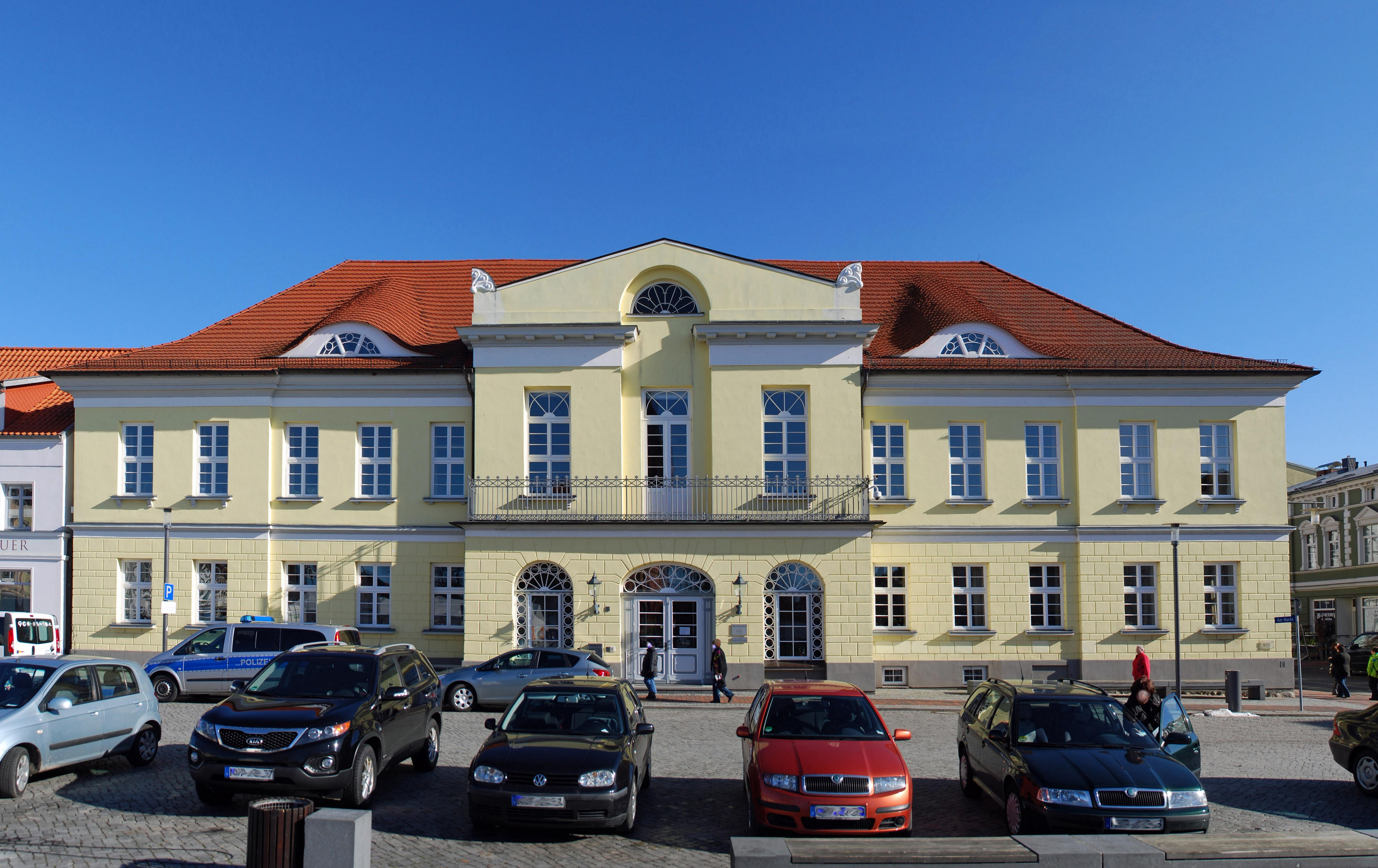
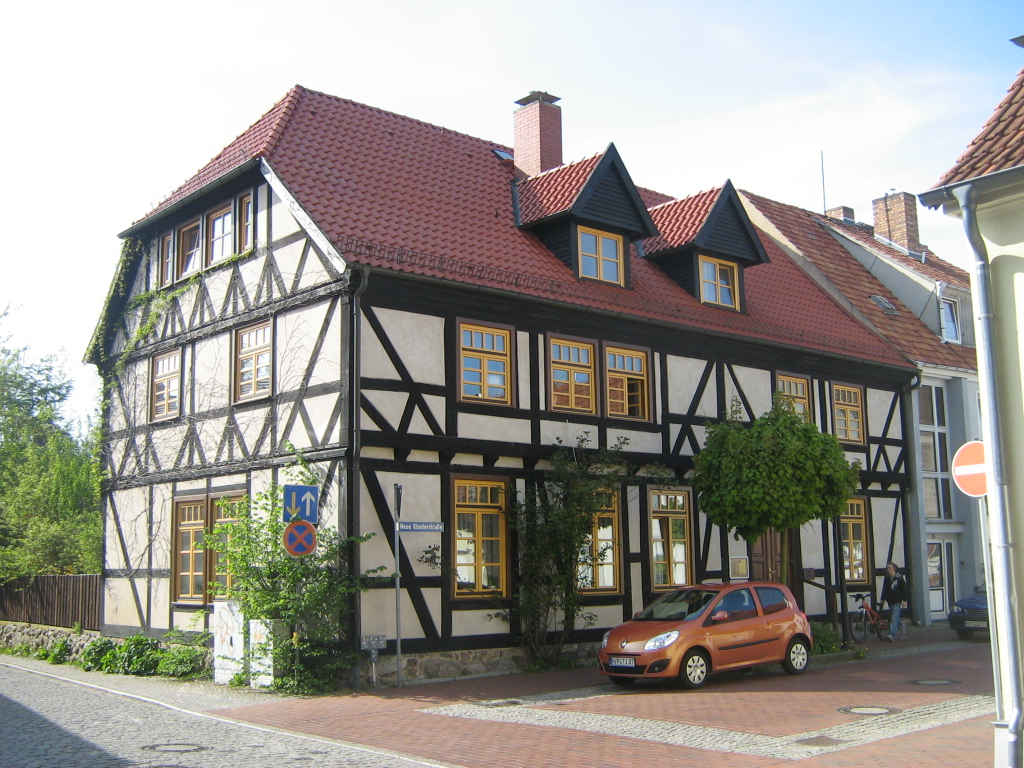